# Зернов, Николай Викторович
Николай Викторович Зернов (18.10.1923 — 2013) — советский и российский учёный в области антенных устройств космических радиотехнических систем и прикладной электродинамики.
Родился в д. Десна Молоковского района Тверской губернии.
Окончил Ленинградскую военно-воздушную инженерную академию (1945). Работал там же: инженер лаборатории кафедры радиолокации, преподаватель, зам. начальника, в 1952—1986 начальник кафедры теории радиотехники и антенно-фидерных устройств, с 1986 профессор кафедры.
Руководитель научной школы в области прикладной электродинамики.
Доктор технических наук (1960). Профессор (1962).
Соавтор книг:
- Теория радиотехнических цепей [Текст] / Н. В. Зернов, В. Г. Карпов. — 2-е изд., перераб. и доп. — Ленинград : Энергия. Ленингр. отд-ние, 1972. — 816 с. : ил.; 22 см.
- Электромагнитные поля и волны : учебное пособие / Л. Д. Гольдштейн , Н. В. Зернов. — изд. 2-е, перераб. и доп. — М. : Сов. радио, 1971. — 662 с.

Заслуженный деятель науки и техники РСФСР (1972). Лауреат Государственной премии СССР в области народного образования (1991). Почётный радист (1977).
Похоронен на Смоленском православном кладбище Санкт-Петербурга.